# Heiminghausen
Heiminghausen ist ein Ortsteil der Stadt Schmallenberg in Nordrhein-Westfalen.

## Geografie
Das kleine Dorf liegt rund 4 km nordwestlich von Schmallenberg in einer Höhe von 380 m ü. NN. Durch den Ort fließt die Leiße.
Angrenzende Orte sind Berghausen, Mailar und Niederberndorf.

## Geschichte und Religion
Im Jahre 1392 war der Feldmann Hof zu Heiminghausen ein altes Kolonialgut der Edelherren von Grafschaft. 1491 leitete Mandt Waldschmidt (Waltmet) ein Freigericht und war Freigraf in Heiminghausen. 1645 wurde Hemkhusen auf der Karte Westphalia Ducatus kartografisch erfasst. Bis zur kommunalen Neugliederung in Nordrhein-Westfalen gehörte Heiminghausen zur Gemeinde Berghausen. Seit dem 1. Januar 1975 ist Heiminghausen ein Ortsteil der Stadt Schmallenberg.
In Heiminghausen steht die am 7. November 1813 eingeweihte Luzia-Kapelle.

## Wirtschaft
Mehrere Handwerks- u. Dienstleistungsbetriebe sind mit dem Ort verwurzelt. Ansässig sind eine Kunstschmiede, eine Zimmerei, eine Schreinerei, eine Gärtnerei, ein Palettenbaubetrieb, ein Elektronikbetrieb, ein Busbetrieb, eine Schiefergrube mit Heilstollen, ein Verpackungsbetrieb, ein Wald- und Forstwirtschaftbetrieb.

## Verkehr
Heiminghausen liegt an der B511, die Bremke mit Gleidorf verbindet. Zwischen 1911 und 1967 hatte der Ort einen eigenen Bahnhof, der über zwei durchgehende Gleise und ein Ladegleis am Güterschuppen verfügte. Der Bahnhof lag an der Bahnstrecke Wennemen-Altenhundem. Diese wurde am 28. Mai 1967 für den Personenverkehr stillgelegt und der Bahnhof geschlossen. Das Bahnhofsgebäude wurde Ende der 1980er Jahre abgerissen. Güterverkehr herrschte auf der Strecke Wennemen-Schmallenberg noch bis zum 29. Dezember 1994. Nachdem auch der Güterverkehr eingestellt worden war, wurde die Bahntrasse zu dem überregionalen Fahrradweg SauerlandRadring umgebaut und 2007 eröffnet.